# WPL (Dateiformat)
WPL ist ein proprietäres Playlist-Format für Mediendateien, die als Liste zusammengefasst sind. Diese wird hauptsächlich vom Microsoft Windows Media Player (ab Version 9) erstellt und abgespielt. Viele weitere Medienspieler können dieses Format ebenfalls auslesen. Alternative Playlist-Formate sind PLS und M3U.

## Spezifikation
WPL besteht aus einer XML-Datei. Die Spezifikation wurde von Microsoft festgelegt. Das enthaltene Top-Level Element smil verweist darauf, dass die Dateielemente einer SMIL (Synchronized Multimedia Integration Language) Struktur entsprechen. Gespeichert wird diese Wiedergabeliste mit der Dateiendung wpl, zum Dateitransfer wird der MIME-Typ application/vnd.ms-wpl verwendet.

### Aufbau der WPL
Die Wiedergabeliste besteht aus einem Kopf-Bereich head mit Metadaten der Wiedergabeliste, wie Anzahl Einträge, Gesamtabspieldauer. Danach folgt die Liste seq der einzelnen Mediendateien (Musik- oder Videodateien) media. Die Mediendateien können auf lokalen Datenträger gespeichert sein. Es sind auch externe Quellen im Netzwerk oder Internet über ihre URI nutzbar. Ebenso lassen sich Stream-Medien angeben. Die eigentlichen Musik- und Videodaten sind in der WPL-Datei nicht enthalten, es wird nur auf deren Speicherort verwiesen.
Nachfolgend ein Beispiel einer WPL-Datei.
```
<?wpl version="1.0"?>

<smil>

    
<head>

        
<meta
 
name=
"Generator"
 
content=
"Microsoft Windows Media Player -- 11.0.5721.5145"
/>

        
<meta
 
name=
"AverageRating"
 
content=
"33"
/>

        
<meta
 
name=
"TotalDuration"
 
content=
"1102"
/>

        
<meta
 
name=
"ItemCount"
 
content=
"4"
/>

        
<author/>

        
<title>
Bach
 
Organ
 
Works
</title>

    
</head>

    
<body>

        
<seq>

            
<media
 
src=
"\\server\vol\music\Classical\Bach\OrganWorks\cd03\track01.mp3"
/>

            
<media
 
src=
"\\server\vol\music\Classical\Bach\OrganWorks\cd03\track02.mp3"
/>

            
<media
 
src=
"SR15.mp3"
 
tid=
"{35B39D45-94D8-40E1-8FC2-9F6714191E47}"
/>

            
<media
 
src=
"http://srv01.rpr1.fmstreams.de/stream1"
/>

        
</seq>

    
</body>

</smil>

```